# Anastasija Mysnyk
Anastasija Mykolaïvna Mysnyk (in ucraino Анастасія Миколаївна Мисник?; Znam"janka, 19 febbraio 1991) è un'atleta paralimpica ucraina specializzata nel getto del peso e classificata F20.

## Biografia
Nel 2012 prende parte ai campionati europei paralimpici di Stadskanaal, dove conquista la medaglia di bronzo nel getto del peso F20, e ai Giochi paralimpici di Londra, concludendo la gara del getto del peso F20 in seconda posizione.
Dopo aver raggiunto il terzo nel getto del peso F20 posto ai campionati mondiali paralimpici di Lione 2013, nel 2014 si diploma campionessa europea nella medesima disciplina ai campionati continentali di Swansea, dove fa registrare il record della manifestazione.
Nel 2015 torna a conquistare la medaglia di bronzo nel getto del peso F20 ai mondiali paralimpici di Doha, mentre nel 2016 è medaglia d'argento ai Giochi paralimpici di Rio de Janeiro. L'anno successivo raggiunge la quarta posizione nel getto del peso F20 ai mondiali paralimpici di Londra, mentre nel 2018 conquista il suo secondo bronzo ai campionati europei paralimpici di Berlino.
Nel 2019 partecipa ai mondiali paralimpici di Doha, conquistando la medaglia d'argento nel getto del peso F20, disciplina nella quale ai Giochi paralimpici di Tokyo del 2021 fa registrare il record europeo di categoria con la misura di 14,16 m, che le vale la medaglia d'argento.

## Record nazionali
- Getto del peso F20: 14,16 m  ( Tokyo, 29 agosto 2021)

## Palmarès
| Anno | Manifestazione       | Sede           | Evento             | Risultato | Prestazione | Note                          |
| ---- | -------------------- | -------------- | ------------------ | --------- | ----------- | ----------------------------- |
| 2012 | Europei paralimpici  | Stadskanaal    | Getto del peso F20 | Bronzo    | 11,62 m     |                               |
| 2012 | Giochi paralimpici   | Londra         | Getto del peso F20 | Argento   | 12,67 m     | Miglior prestazione personale |
| 2013 | Mondiali paralimpici | Lione          | Getto del peso F20 | Bronzo    | 12,65 m     |                               |
| 2014 | Europei paralimpici  | Swansea        | Getto del peso F20 | Oro       | 12,73 m     | Record dei campionati         |
| 2015 | Mondiali paralimpici | Doha           | Getto del peso F20 | Bronzo    | 12,89 m     | Miglior prestazione personale |
| 2016 | Giochi paralimpici   | Rio de Janeiro | Getto del peso F20 | Argento   | 13,24 m     |                               |
| 2017 | Mondiali paralimpici | Londra         | Getto del peso F20 | 4ª        | 12,55 m     |                               |
| 2018 | Europei paralimpici  | Berlino        | Getto del peso F20 | Bronzo    | 12,46 m     |                               |
| 2019 | Mondiali paralimpici | Doha           | Getto del peso F20 | Argento   | 13,48 m     | Miglior prestazione personale |
| 2021 | Giochi paralimpici   | Tokyo          | Getto del peso F20 | Argento   | 14,16 m     | Record europeo                |